# That Certain Age
That Certain Age (Brasil: Idade Perigosa / Portugal: A Idade das Ilusões) é um filme norte-americano de 1938, do gênero comédia musical, dirigido por Edward Ludwig e estrelado por Deanna Durbin e Melvyn Douglas.
O filme é outro veículo para Deanna Durbin, a atriz que salvou a Universal Pictures da falência e está na lista de seus dez melhores trabalhos, segundo Ken Wlaschin. Ela canta uma ária de "Romeu e Julieta", de Gounod, Les Filles de Cadiz, de Léo Delibes, e My Own, composta por Jimmy McHugh e Harold Adamson, que se tornou um grande sucesso popular e foi indicada ao Oscar.

## Sinopse
Alice Fullerton, jovem no fim da adolescência, tem a mania de desenvolver paixonites a torto e a direito. Seu pai, Gilbert, possui um jornal e contrata temporariamente Vincent Bullitt, correspondente internacional de sucesso, bem mais velho que Alice. A diferença de idade não importa: logo, ela fica caída por ele, para desespero de Ken Warren, seu namoradinho, que agora parece tão provinciano e bobinho...

## Premiações
| Patrocinador                                  | Prêmio | Categoria                                    | Situação |
| --------------------------------------------- | ------ | -------------------------------------------- | -------- |
| Academia de Artes e Ciências Cinematográficas | Oscar  | Melhor Mixagem de Som Melhor Canção Original | Indicado |

## Elenco
| Ator/Atriz      | Personagem        |
| --------------- | ----------------- |
| Deanna Durbin   | Alice Fullerton   |
| Melvyn Douglas  | Vincent Bullitt   |
| Jackie Cooper   | Ken Warren        |
| Irene Rich      | Dorothy Fullerton |
| Nancy Carroll   | Grace Bristow     |
| John Halliday   | Gilbert Fullerton |
| Jackie Searl    | Tony              |
| Juanita Quigley | A Peste           |
| Charles Coleman | Stevens           |
| Peggy Stewart   | Mary Lee          |
| Grant Mitchell  | Joalheiro         |
| Claire Du Brey  | Amazona           |
| Helen Grayco    | Garota            |
| Buddy Pepper    | Amigo             |
| Vondell Darr    | Amigo             |